# 盧廷璋
盧廷璋（？—1817年），字树昭、号玉圃，廣東東莞虎門人，清朝軍事將領，武探花。
乾隆四十四年，武舉中試；乾隆四十九年，登進士及第一甲第三名，擔任二等侍衛。此後升參將，為转四川署任提标中军参将。嘉慶元年，平定四川教亂。嘉慶五年，調任雲南武定營參將。后調任廣東新會營參將。嘉慶十二年，任绥宁协副将。嘉慶十九年（1815年），升任松潘鎮總兵。兩年后死於任內。